# História da Guiana

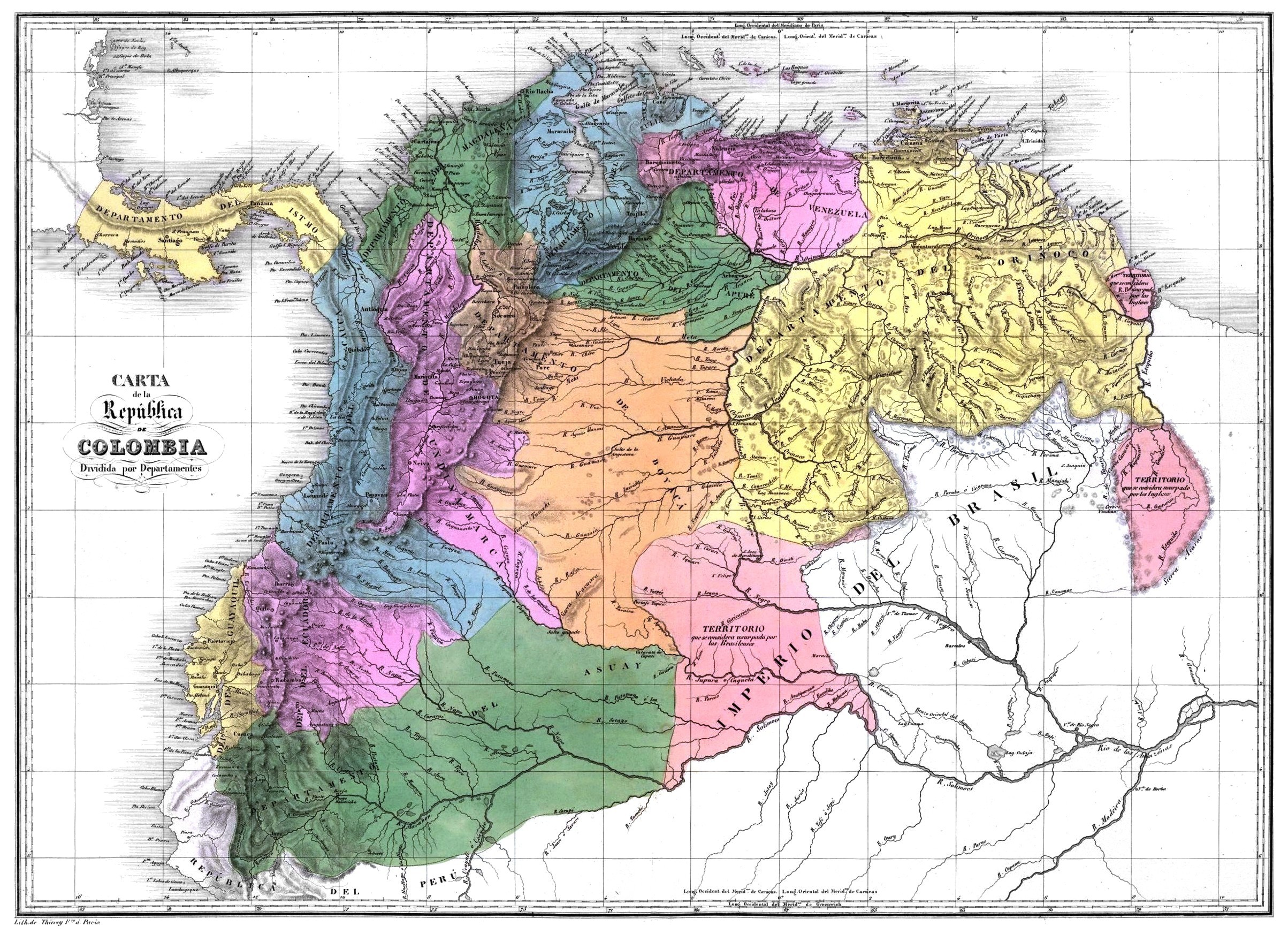
Mapa da Grã-Colômbia (1819), incluindo parte oeste da Guiana no território.

Explorada por navegantes espanhóis a partir de 1499, a Guiana passou a ser ocupada por holandeses no início do século XVII. Em 1814, a Holanda cedeu a região aos ingleses, que a batizaram oficialmente de Guiana Inglesa em 1831. As autoridades coloniais, diante das dificuldades encontradas para recrutar trabalhadores braçais entre os indígenas, decidiram substituí-los por escravos negros. 
Com a abolição da escravidão em 1837, os trabalhadores indianos substituíram os negros nas plantações do interior. Esses traslados de consideráveis contingentes humanos são responsáveis pela heterogeneidade da população do país.
Cheddi Jagan fundou em 1950 o Partido Progressista Popular, grupo político formado principalmente, pela população de origem mestiça, e apresentou um programa de profundas reformas sociais, ao mesmo tempo em que se mostrava partidário da independência. O Congresso Nacional Popular, partido dos negros, dirigido por Forbes Burnham e menos radical em suas demandas, conseguiu o apoio da população branca, formada principalmente por descendentes de ex-trabalhadores contratados, vindos da Ilha da Madeira no século XIX. Jagan ganhou as eleições de 1961, mas vários distúrbios de caráter racial retardaram a Independência. Jagan venceu as novas eleições em 1964. Pouco depois, o governador inglês nomeou Burnham como primeiro-ministro. 
Em 1966 o país alcançou sua Independência dentro da Commonwealth.  